# Lovci a oběti
Lovci a oběti je český film režiséra Davida Beránka z roku 2015.

## Děj
Film je inspirován skutečnými příběhy a životními situacemi. Hlavní hrdina Jakub (Martin Kraus) se ocitl v dluhové spirále a snaží se zbavit exekutora. Hledá způsoby, jak si poradit s partou gangsterů toho nejhrubšího zrna v čele s Jakubem Mohamedem Alim, před kterou nejde schovat žádné peníze. Řeší také problém s lichvářem Josefem Vránou a jeho asistentkou Evou Decastelo, jejichž půjčka má vysoké úroky. Jakub se obrátí s žádostí o pomoc na mafiána (Tomáš Hanák) a jeho právníka (Marek Vašut) a syna Páju (Jaromír Nosek), záda jim kryje úplatný policista Zdeněk Mahdal a jeho kolega Miloš Vávra. Pod nátlakem vymahačů dluhů udělá Jakub krok vedle – za hranu zákona. Jakubovy problémy se dotknou i jeho rodičů Karla Heřmánka st. a Veroniky Freimanové. Pomocnou ruku se mu snaží podat jeho kamarádi Martin Písařík, Karel Heřmánek ml., zpěvačka Eki, raper Jay Diesel, ale i psychiatr Zdeněk Podhůrský. A protože životní zoufalec Jakub je opravdu magnetem na problémy, sáhne si na dno i na poli lásky, a to s Nikol Kouklovou a Evou Marešovou.

## Obsazení
| Martin Kraus        | Jakub                 |
| Tomáš Hanák         | Pan Sedlák            |
| Jakub Mohamed Ali   | vymahač Ali           |
| Martin Písařík      | Majk                  |
| Jaromír Nosek       | Pavel Sedlák          |
| Nikol Kouklová      | Karin, slečna na baru |
| Karel Heřmánek ml.  | Tom                   |
| Josef Vrána         | Bureš                 |
| Eva Decastelo       | Burešova asistentka   |
| Zdeněk Mahdal       | šéf policistů         |
| Miloš Vávra         | policista             |
| Karel Heřmánek      | Jakubův otec          |
| Marek Vašut         | Sedlákův právník      |
| Zdeněk Podhůrský    | psychiatr             |
| Veronika Freimanová | Jakubova matka        |
| Eva Marešová        | Lída                  |
| Eki Sluková         | Majkova sestra        |
| Josef Wittner       | Drobek                |